# Население на Сейнт Китс и Невис
Населението на Сейнт Китс и Невис през 2011 година е 46 398 души.

## Възрастов състав
(2005)
- под 15 години: 27,5 % (мъжe 6723 / жени 5036)
- 15-64 години: 64,3 % (мъжe 13 757 / жени 13 718)
- над 64 години: 8,1 % (мъжe 1433 / жени 2030)

## Расов състав
(2000)
- 90,4 % – черни
- 5 % – мулати
- 3 % – индийци
- 1 % – бели
- 0,6 % – други

## Език
Официален език в Сейнт Китс и Невис е английският.